# Deje IK
Der Deje idrottsklubb ist ein schwedischer Sportverein aus Deje. Die Fußballmannschaft spielte zeitweilig in der zweithöchsten schwedischen Spielklasse. 

## Geschichte
Deje IK gründete sich 1926. Zunächst im unterklassigen Bereich der schwedischen Ligapyramide antretend stieg die Mannschaft am Ende der Spielzeit 1937/38 als Staffelsieger der Division 3 Nordvästra erstmals in die zweite Liga auf. Hier spielte sie in den folgenden Jahren regelmäßig gegen den Abstieg, beste Platzierung war 1940/41 ein siebter Tabellenplatz in der zehn Mannschaften umfassenden Zweitligastaffel. Zwei Jahre später waren vier Saisonsiege zu wenig, gemeinsam mit Tabellenschlusslicht Waggeryds IK stieg der Klub in die Drittklassigkeit ab. Hinter Karlstads BIK verpasste der Klub als Staffelzweiter zunächst den Wiederaufstieg, in der folgenden Spielzeit zog er als Staffelsieger mit nur einer Saisonniederlage in die Aufstiegsspiele gegen IFK Åmål ein. Nach einem Sieg und einem Unentschieden kehrte die Mannschaft in die zweite Liga zurück. Hier war sie chancenlos und wurde am Saisonende Opfer einer Ligareform. Als Tabellenletzter wurde der Klub zwei Spielklassen zurückgestuft.
1957 kehrte die Fußballmannschaft des Deje IK für eine Spielzeit in die Drittklassigkeit zurück, stieg aber direkt wieder ab. Zwischenzeitlich nur noch fünftklassig antretend kehrte der Klub am Ende der Spielzeit 1967 in die vierte Liga zurück uns schaffte zwei Jahre später erneut die Rückkehr ins dritthöchste Spielniveau. Gegen den Abstieg spielend dauerte der Aufenthalt zwei Spielzeiten, ehe sich der Verein in der Viertklassigkeit etablierte. 1979 meldete er sich für eine Spielzeit in der dritten Liga zurück, stürzte aber bereits zwei Jahre nach dem direkten Wiederabstieg erneut in die Fünftklassigkeit ab. 1985 spielte der Verein noch eine Spielzeit in der vierten Liga, mit dem direkten Wiederabstieg verabschiedete er sich vom höherklassigen Fußball.